# Phyto tachinoides
Phyto tachinoides är en tvåvingeart som först beskrevs av Charles Howard Curran 1927.  Phyto tachinoides ingår i släktet Phyto och familjen gråsuggeflugor.
Artens utbredningsområde är Kenya. Inga underarter finns listade i Catalogue of Life.